# شارسنت‌میهای
شارسنت‌میهای (به مجاری:  Sárszentmihály) یک شهرداری در مجارستان است که در ناحیه سکش‌فهروار واقع شده‌است. شارسنت‌میهای ۳۷٫۴ کیلومتر مربع مساحت و ۲٬۹۱۷ نفر جمعیت دارد.